# Pseudoclathrozoon cryptolarioides
Pseudoclathrozoon cryptolarioides är en nässeldjursart som beskrevs av Hirohito 1967. Pseudoclathrozoon cryptolarioides ingår i släktet Pseudoclathrozoon och familjen Clathrozoidae. Inga underarter finns listade i Catalogue of Life.